# Siderúrgica Azovstal
O Complexo metalúrgico e siderúrgico de Azovstal (em ucraniano: Mеталургійний Kомбінат Азовсталь) é uma das maiores empresas de laminação de aço da Ucrânia.
Durante o Cerco de Mariupol em março de 2022 a fábrica sofreu graves danos. Em 16 de abril, tornou-se o último bolsão da resistência no cerco.
A usina tem bunkers e túneis para resistir a um ataque nuclear.